# Hazai Attila
Hazai Attila (Budapest, 1967. április 30. – 2012. április 5.) magyar prózaíró, műfordító. Írói álneve: Soros Feri.

## Életpályája
Szülei: Hazai György és Winter Éva voltak. 1987-1992 között az Eötvös Loránd Tudományegyetem Bölcsészettudományi Karának angol szakos hallgatója volt. Tanulmányainak befejezését követően a Link Budapest című internetes folyóirat szerkesztőjeként dolgozott. A József Attila Körnek tagja, a Szépírók Társaságának 2000-2004 között alelnöke volt.
Első könyve Feri: Cukor kékség címmel 1992-ben jelent meg a Cserépfalvi kiadásában. Második könyve Szilvia szüzessége címmel a JAK-füzetekek sorozat 80. köteteként látott napvilágot 1995-ben. 1999-ben Móricz Zsigmond-ösztöndíjat kapott. Ő írta a Rám csaj még nem volt ilyen hatással című 1993-as film forgatókönyvét. Több zenekarban játszott (Pepsi Érzés, Hazai Íz), és fordítási munkákat is végzett.
2012. április 5-én öngyilkosságot követett el. Egy kiadás előtt álló kötet és egy Zsuzsa című befejezetlen regény maradt utána. 2016-ban a Hazai Attila Alapítvány azzal a céllal alapította meg a Hazai Attila Irodalmi Díjat, hogy ezen a módon is ápolja a fiatalon elhunyt író emlékét, illetve segítse a hozzá hasonlóan nyitott, újító szellemiségű szerzőket.

## Művei

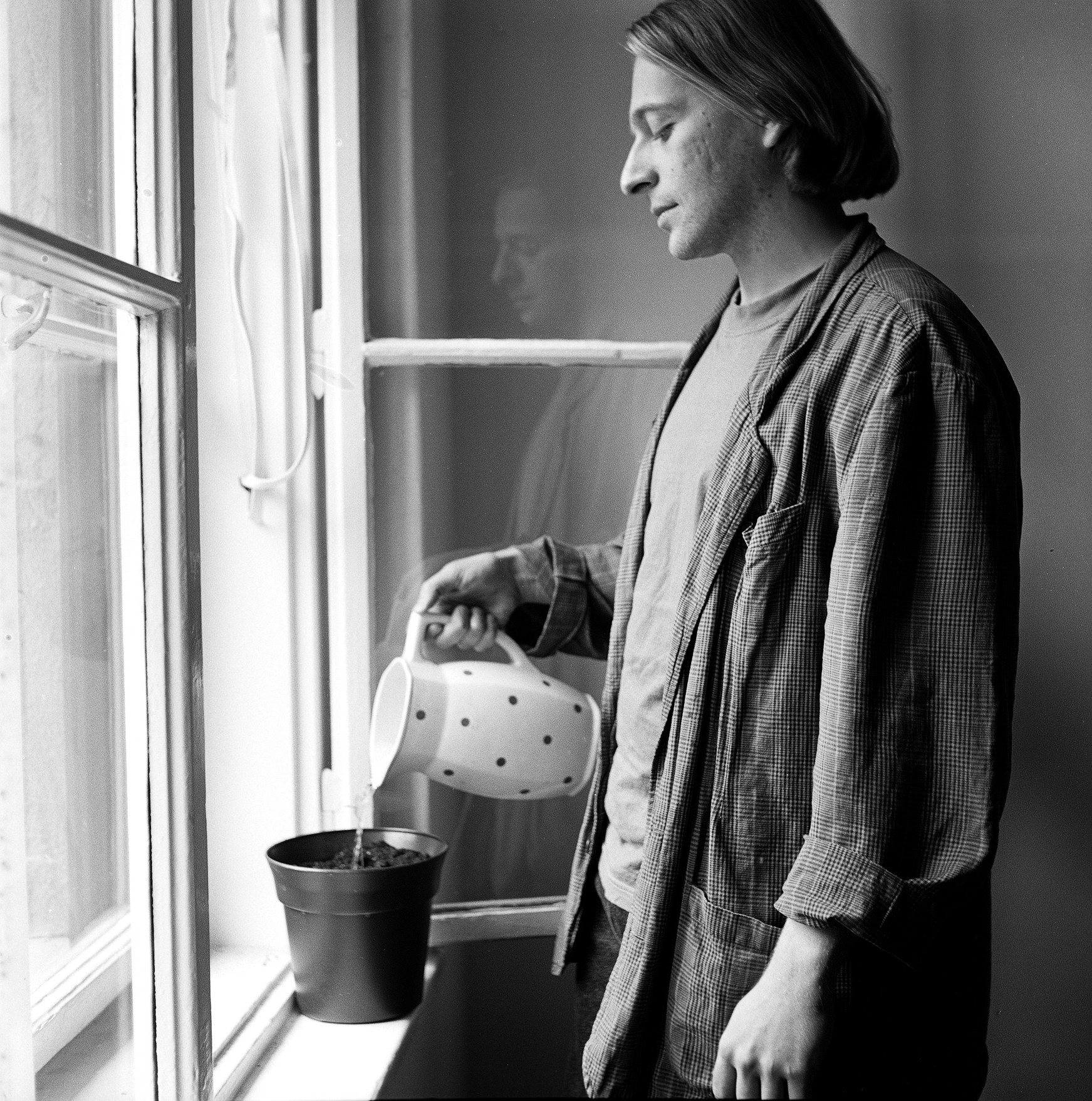
Pohárnok Gergely felvétele

- Feri. Cukor Kékség (kisregény, Cserépfalvi, 1992, második kiadás: Balassi, 1999, harmadik kiadás: Magvető, 2017)
- Szilvia szüzessége. Huszonnyolc történet; JAK–Balassi, Bp., 1995 (JAK-füzetek), második kiadás: Magvető, 2020.
- Budapesti skizo (regény, Balassi, 1997, második kiadás: Magvető, 2019)
- Budapester Schizo. Roman; németre ford. Farkas Móka; Schäfer, Herne, 1999
- Szex a nappaliban (elbeszélések, Balassi, 2000. Második kiadás: Magvető, 2021.)
- A világ legjobb regénye (regény, Berman Books, 2000) (Soros Feri álnéven)
- Le Bleu du sucre (Feri: Cukor Kékség); franciára ford. Marc Martin; L'Esprit des Péninsules, Paris, 2001 (De l'Est)
- Irma kaparása; in: A Magyar Dráma Napja a József Attila Színházban. 2002. szeptember 21.; József Attila Színház, Bp., 2002
- A maximalista és más írások; szerk. Berta Ádám; Magvető, Bp., 2015

## Fordítások
- Raymond Carver: Nem ők a te férjed (1997)
- Walter Kirn: Ujjszopó (2000)
- James Frey: Millió apró darabban (2004)

## Filmek
- Rám csaj még nem volt ilyen hatással (1994)
- Krémes érzések (1997)
- Cukorkékség (1999)
- Könyveskép (2006)
- Vámos Miklós Klub (2007)
- Vacsora (2009)
- Vigyázz, Zsófi!

## Díjai
- Móricz Zsigmond-ösztöndíj (1999)